# 哈比岩
68°35′S 77°54′E / 68.583°S 77.900°E
哈比岩是南極洲的岩石，該岩石由挪威製圖師根據該國探險隊拍攝的空中照片被繪入地圖，該岩石以柴油技工命名，現時由南極條約體系管理。